# Enedwaith
Enedwaith este o regiune din Pământul de Mijloc. Granițele Enedwaith-ului, care în Sindarină înseamnă "Regiune-de-Mijloc", sunt definite în nord de râurile Gwathló și Glanduin, în est de Hithaeglir și în vest de Belegaer "Măreața Mare". Granița din sud nu este foarte clară, dar probabil că era formată de Râul Isen. În timpul primului și începutul celui de-al doilea Ev, Enedwaith era plin de păduri, dar sosirea Númenóreenilor înfometați de cherestea, începând din secolul al VII - lea al celui de-al Doilea Ev, a devastat peisajul. Locuitorii Enedwaithului înșiși erau "locuitori ai pădurilor, comunități împrăștiate fără vreo conducere centrală". Pădurile dezgolite din Enedwaith și o mare parte din cele din nordul Eriadorului au fost înfinal distruse de Războiul între Elfi și Sauron în jurul anului 1700 al celui de-al Doilea Ev. Doar colțuri îndepărtate și izolate cum ar fi Eryn Vorn au supraviețuit în Eriador dar și Codrul Bătrân mai în Nord. Mulți supraviețuitori nativi s-au refugiat în ținuturile muntoase din est în Enedwaith, "poalele Munților Cețoși", care mai târziu devin Dunland. Tharbad, unul din cele două orașe antice de pe Gwathló, și singurul care a supraviețuit după cel de-al Treilea Ev, a fost, într-un final, abandonat urmat de inundații devastatoare în anul 2912 al Treilea Ev, și ulterior doar două grupuri au supraviețuit în Enedwaith: Dunlendingii în estul îndepărtat, și "niște pescari barbarici într-un număr destul de mare" cutreierând coasta.